# Idioma niuano
El idioma niuano (autoglotónimo: ko e vagahau Niuē) es una lengua tónguica perteneciente a las lenguas malayo-polinesias dentro del grupo de lenguas austronesias. Está muy relacionado con el tongano y un poco más distante de otros idiomas polinesios como el maorí, el samoano y el hawaiano.
Es hablado por 2240 personas en la isla de Niue (97,4 % de la población) en 1991, así como en las Islas Cook, Nueva Zelanda y Tonga, totalizando unos 8000 hablantes. Esto quiere decir que hay más hablantes del idioma niuano fuera de la isla. La mayoría de los habitantes de Niue son bilingües con el inglés.
Consiste de dos dialectos principales, el motu hablado al norte de la isla y el tafiti hablado al sur. La diferencia entre ambos está principalmente en el vocabulario y en la forma de algunas palabras.

## Números
```
 taha:        uno
 ua:          dos
 tolu:        tres
 faa:         cuatro
 lima:        cinco
 ono:         seis
 fitu:        siete
 valu:        ocho
 hiva:        nueve
 hongofulu:   diez
```